# Água engarrafada

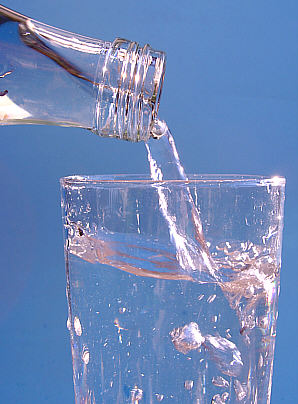
Água engarrafada

Água engarrafada  é uma água potável que foi colocada em plástico ou numa garrafa de vidro. A água pode simplesmente ser destilada ou poderia ser bombeada de uma fonte ou micro-nascente. A água engarrafada pode estar disponível na forma comum ou gaseificada . Em muitos países, a qualidade da água engarrafada é regida por regras e padrões, principalmente para garantir a segurança da água e que as informações na garrafa refletem o conteúdo exato da água. As regras da água engarrafada, no entanto, são contraditórias por país.
Existem muitas razões pelas quais as pessoas optam por comprar água engarrafada, em parte devido ao melhor sabor, conveniência, preocupações com segurança ou qualidade da água da torneira e problemas com a saúde. O consumo de água engarrafada é mais comum em países onde a qualidade da água da torneira é menor, mas suas vendas cresceram significativamente nos últimos anos, mesmo nos países onde a água da torneira é segura. A água engarrafada costuma ser consideravelmente mais cara que a água da torneira, mas pode haver uma grande diferença no preço da água engarrafada com base no rótulo e na origem.